# Corcelles-les-Monts
Corcelles-les-Monts  là một xã ở tỉnh Côte-d’Or trong vùng Bourgogne-Franche-Comté, phía đông nước Pháp. Khu vực này có độ cao từ 260-601 mét trên mực nước biển.